# Tanzania ai Giochi della XXIV Olimpiade
La Tanzania partecipò ai Giochi della XXIV Olimpiade, svoltisi a Seul, Corea del Sud, dal 17 settembre al 2 ottobre 1988, con una delegazione di 10 atleti impegnati in due discipline.